# 托里 (愛沙尼亞)

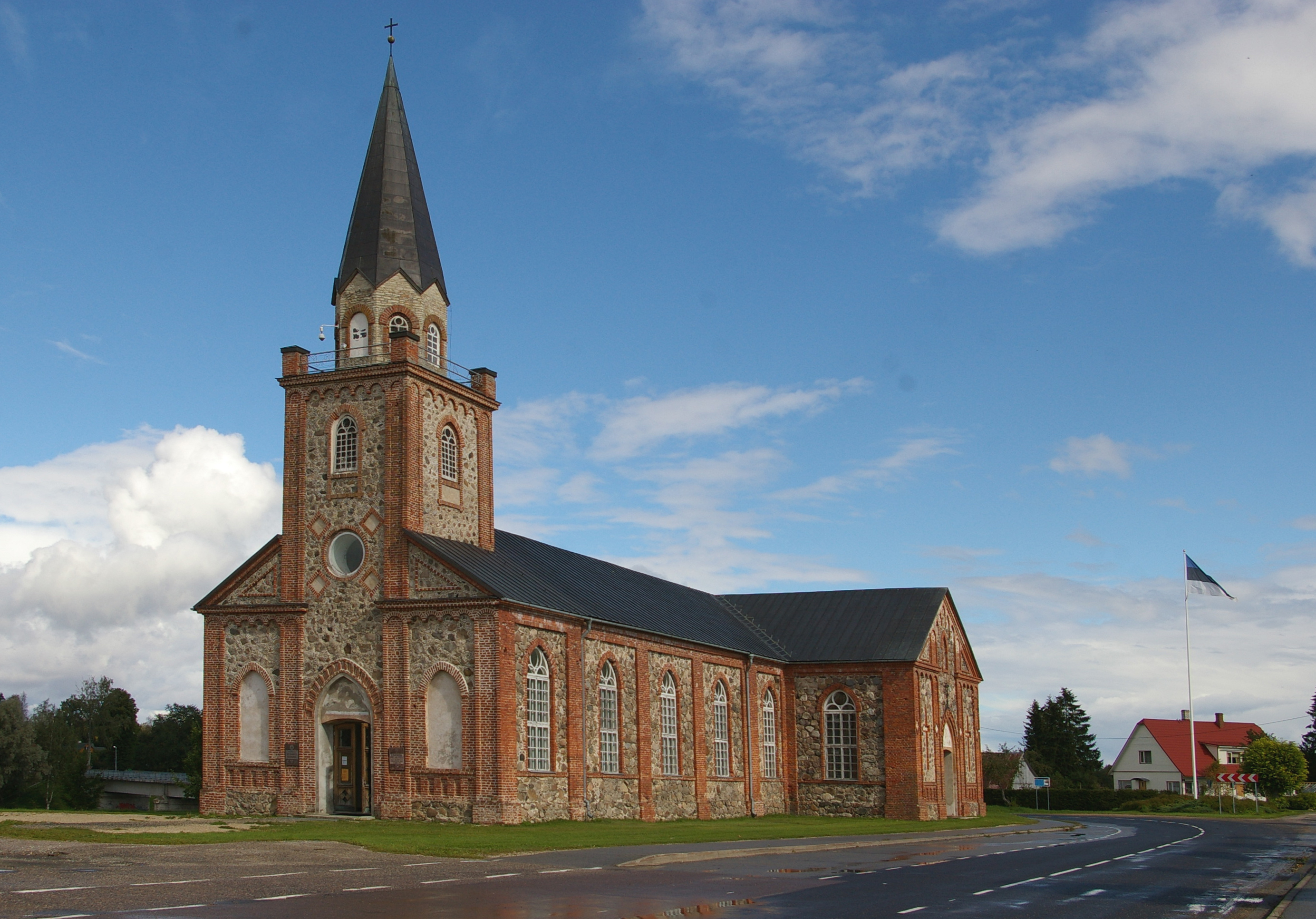
托里教堂

托里，是愛沙尼亞派爾努縣托里市镇内的小鎮，位於該國西南部，曾是2017年合并前的托里市镇的行政中心，處於首都塔林以南110公里，海拔高度21米，2012年該小鎮人口526。